# Caroline-Mathilde de Grande-Bretagne
 (octobre 2022).
Le contenu est difficilement compréhensible vu les erreurs de traduction, qui sont peut-être dues à l'utilisation d'un logiciel de traduction automatique.
Titre
Reine consort de Danemark et de Norvège
8 novembre 1766 – 6 avril 1772
(5 ans, 4 mois et 29 jours)
Caroline-Mathilde de Grande-Bretagne (en danois : Caroline Mathilde ; en anglais : Caroline Matilda), née le 22 juillet 1751 et décédée le 10 mai 1775, reine consort de Danemark et de Norvège de 1766 à 1772 à la suite de son mariage avec le roi Christian VII. 
Fille posthume et benjamine de Frédéric, prince de Galles, et de la princesse Augusta de Saxe-Gotha, elle porte le titre de princesse de Grande-Bretagne et est membre de la Maison de Hanovre. Caroline Mathilde grandit dans un environnement familial relativement isolé, loin des intrigues et du faste de la cour britannique. À seulement quinze ans, elle épouse son cousin germain, le roi Christian VII, dont la santé mentale fragile marque profondément leur mariage et leur règne. De cette union naissent deux enfants : le futur roi Frédéric VI et la princesse Louise Augusta, dont la paternité est souvent attribuée au médecin et conseiller royal Johann Friedrich Struensee.
L'arrivée de Struensee à la cour en 1769 marque un tournant décisif dans la vie de la reine et dans l'histoire du royaume. D'abord perçu comme un simple médecin du roi, Struensee gagne rapidement la confiance de Christian VII et devient une figure centrale du pouvoir. Sa relation intime avec Caroline Mathilde, ainsi que les réformes audacieuses qu'il entreprend avec son soutien, suscitent l'hostilité croissante de la noblesse conservatrice et de la reine douairière Juliane Maria de Brunswick, figure clé d'une conspiration visant à renverser le couple réformateur. En 1772, ce complot aboutit à l'arrestation de Struensee et à la destitution de Caroline Mathilde. Le médecin est exécuté, tandis que la reine, déchue de son titre, est contrainte au divorce et exilée à Celle, dans l'Électorat de Brunswick-Lunebourg. Isolée et discréditée, elle meurt prématurément en 1775, à l'âge de vingt-trois ans, des suites d'une scarlatine.

## Biographie

### Jeunes années

#### Naissance et origines familiales

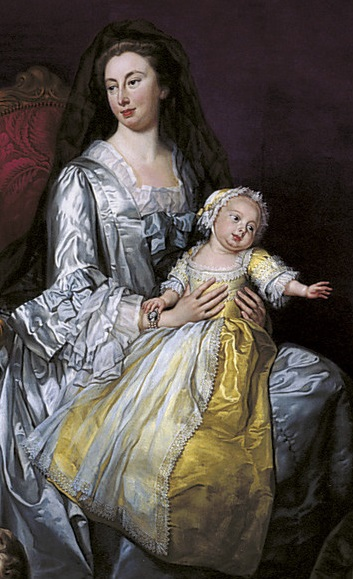
La princesse Caroline-Mathilde nouveau-née dans les bras de sa mère, la princesse Augusta; détail du portrait de groupe de George Knapton : La famille de Frédéric, Prince de Galles, 1751.

Membre de la maison princière de Hanovre, la dynastie royale d'origine allemande qui a succédé à la maison Stuart sur le trône britannique en 1714, la future reine consort de Danemark et de Norvège voit le jour à Londres le 22 juillet 1751 à Leicester House, une vaste résidence aristocratique située à Westminster (Londres). Elle est la neuvième et plus jeune enfant de l’héritier du trône britannique, Frédéric, le prince de Galles, et de son épouse, la princesse Augusta de Saxe-Gotha-Altenbourg,. 
Son père, héritier présomptif du trône britannique, décède subitement trois mois avant sa naissance, le 31 mars 1751, faisant de Caroline Mathilde une enfant posthume,. Malgré cette tragédie, elle reçut dès sa naissance le titre de princesse avec la qualification d'altesse royale, conformément à son rang de fille du prince de Galles. Ce titre prestigieux ayant toutefois  été transféré à son frère aîné, George, qui deviendra plus tard le roi George III.

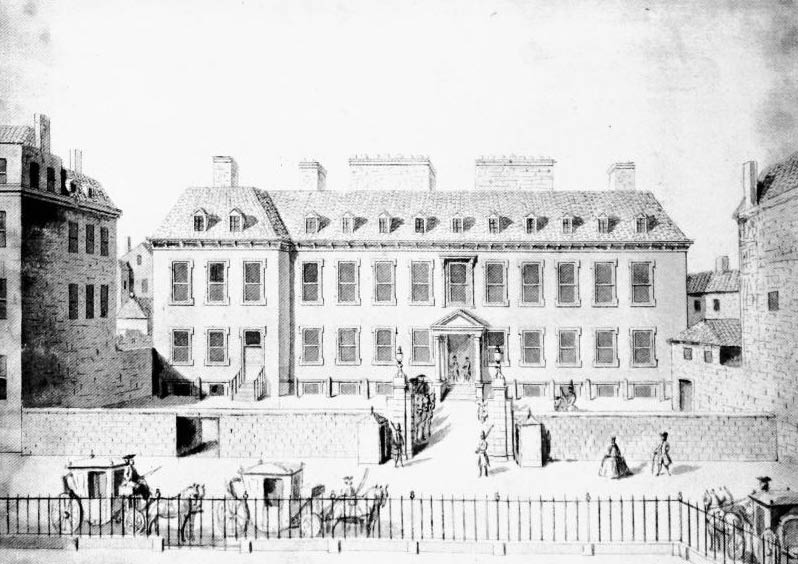
Leicester House, maison d'enfance de la princesse Caroline-Mathilde, en 1748.

Elle est baptisée dix jours après sa naissance, le 1er août 1751, par Thomas Hayter, évêque de Norwich, dans la résidence familiale de Leicester House. Ses parrains et marraines sont son frère George III, sa tante Caroline, et sa sœur Augusta-Charlotte. Bien que son prénom officiel est Caroline Mathilde, elle est principalement appelée Matilda dans la sphère privée, tandis que son double prénom est utilisé dans les contextes formels pour la distinguer de sa tante paternelle, la princesse Caroline.

#### Enfance et éducation

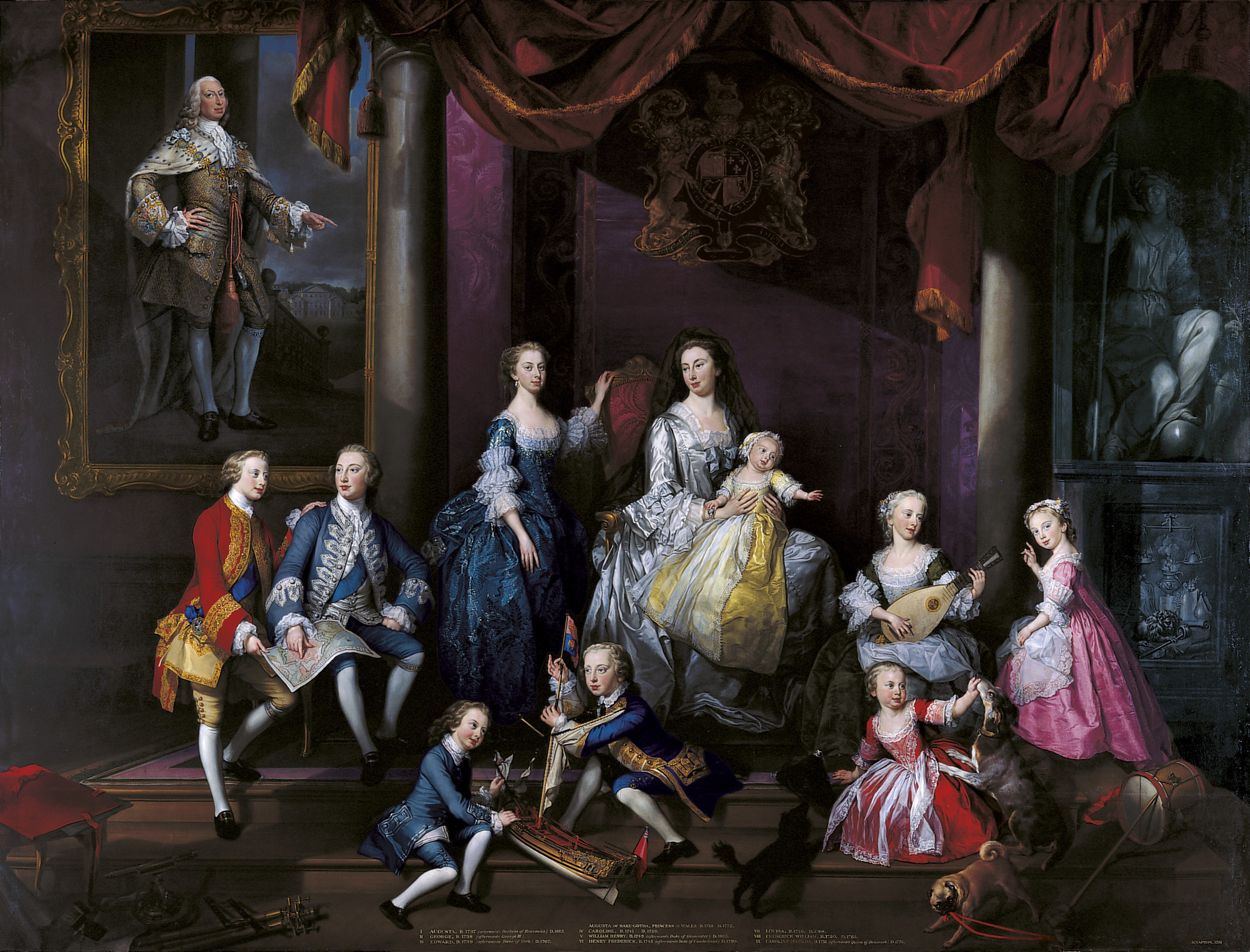
La famille de Frédéric, Prince de Galles. Portrait de groupe par George Knapton, 1751.

La princesse Caroline Mathilde grandit entourée de ses huit frères et sœurs, sous la surveillance attentive de leur mère, la princesse douairière Augusta, qui veille à les préserver des influences jugées corrompues de la cour britannique. Devenue veuve prématurément, Augusta choisit de vivre en relative réclusion, principalement entre Leicester House et Kew Palace, résidence d'été située dans les jardins botaniques de Kew, au bord de la Tamise. Malgré une éducation affectueuse mais stricte, certains contemporains critiquèrent Augusta pour avoir excessivement isolé ses enfants du monde extérieur et des cercles politiques. Pourtant, cet environnement protégé permet à Caroline Mathilde de développer une personnalité naturelle et spontanée, bien que parfois perçue comme capricieuse.

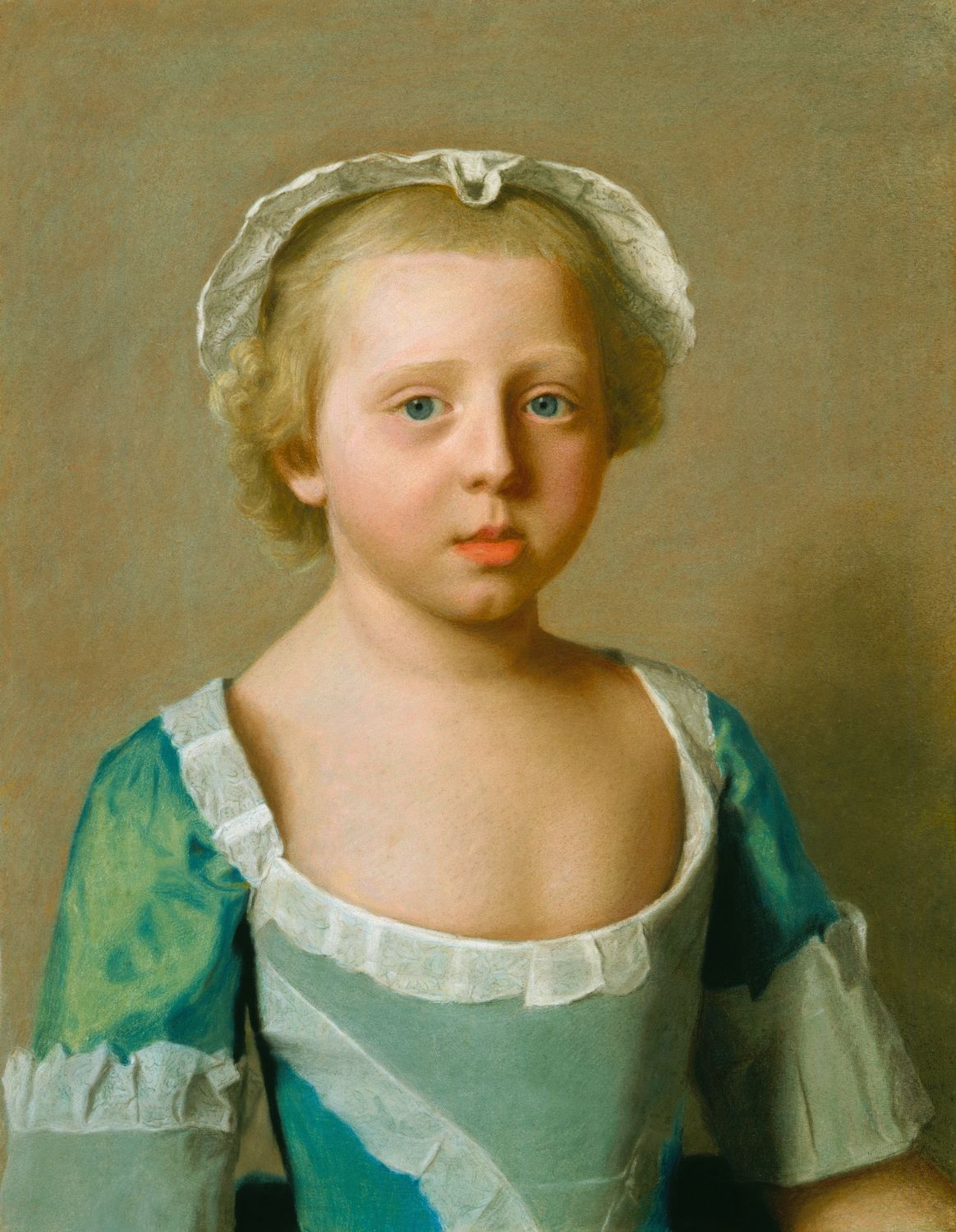
La princesse Caroline-Mathilde à l'âge de trois ans. Pastel par Jean-Étienne Liotard, 1754.

Elle montre dès son plus jeune âge des prédispositions intellectuelles et une grande curiosité pour les arts et les langues. Malgré une éducation irrégulière, elle maîtrise couramment l'anglais, l'allemand, le français et l'italien. Elle cultive également un talent notable pour la musique et est considérée comme une chanteuse accomplie, avec une voix remarquable, et jouant habilement du clavecin. Sa mère cultive aussi son intérêt pour l'horticulture, et Caroline Mathilde apprécie la nature et les activités en plein air, trouvant du plaisir dans l’équitation et les promenades. Cette éducation la rend peu attirée par les jeux de pouvoir et les intrigues politiques de la cour, cette attitude influençant plus tard son rôle de reine consort.

### Mariage

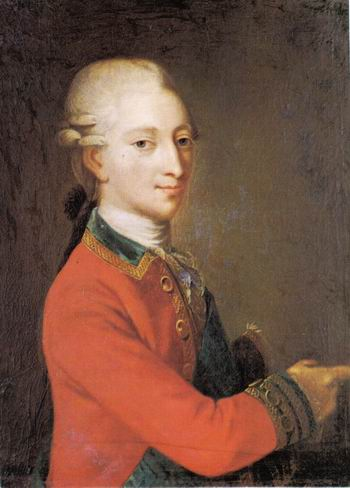
Portrait de Christian VII, alors prince héritier de Danemark ; peintre inconnu (1749).

En 1764, un mariage est proposé entre la Maison danoise d'Oldenbourg et la Maison britannique de Hanovre, unissant ainsi Christian, prince héritier du Danemark, et une princesse britannique. Le prince héritier danois, fils aîné du roi Frédéric V et de sa première épouse, la princesse Louise de Grande-Bretagne, est donc le cousin germain des enfants du défunt prince de Galles. Ce mariage apparaît comme une alliance stratégique idéale, les deux familles royales étant protestantes, de même rang et partageant donc un statut et une religion communs. De plus, la feue reine Louise, mère du prince héritier, reste extrêmement populaire au Danemark, et il est espéré que cette popularité rejaillisse sur une nouvelle reine britannique. Ce projet est soutenu par Johann Hartwig Ernst von Bernstorff, influent homme d'État danois, désireux de renforcer les relations diplomatiques entre le Danemark-Norvège et la Grande-Bretagne.

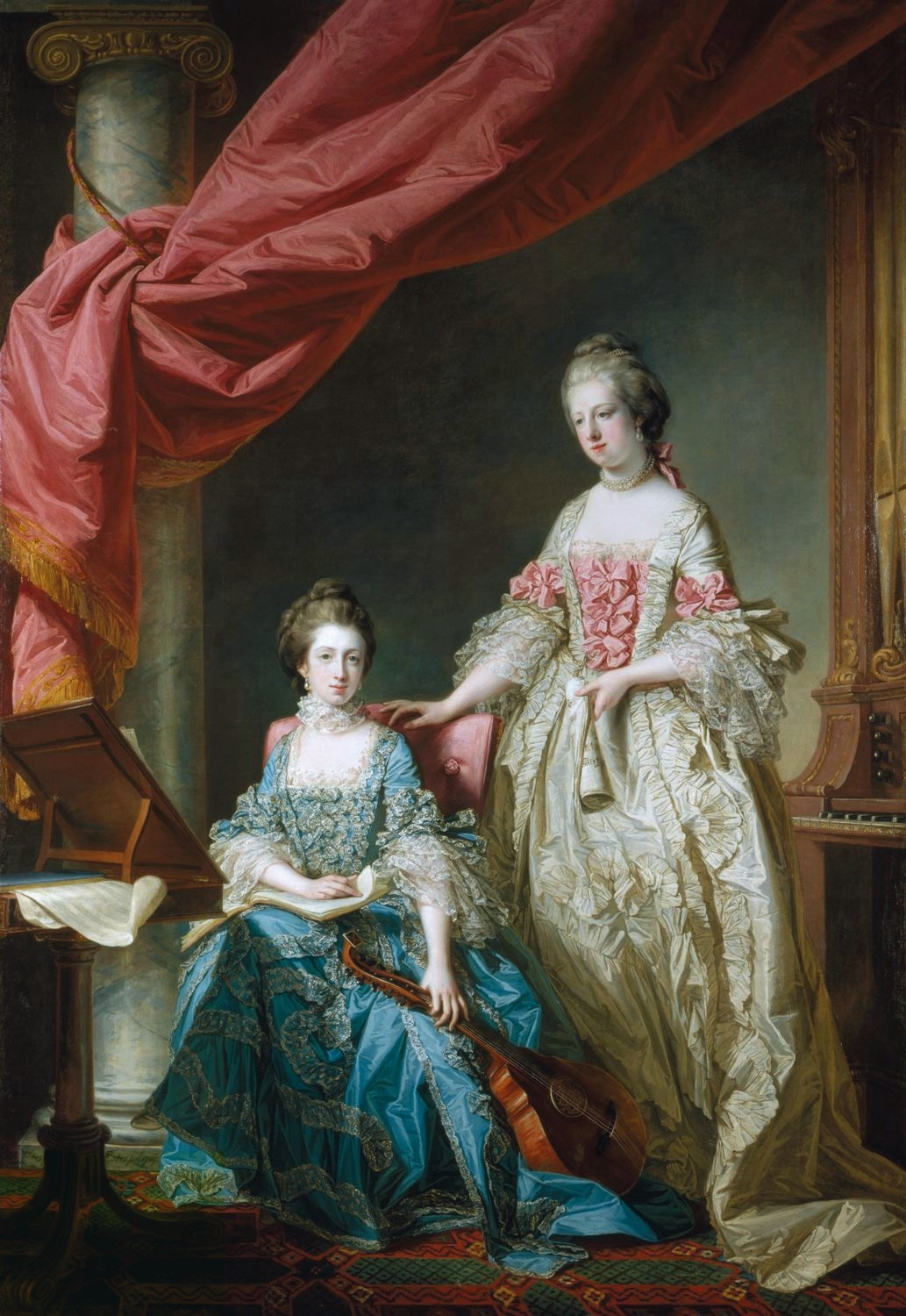
Les deux candidates au mariage pour le souverain danois : la princesse Caroline-Mathilde (debout) et sa sœur la princesse Louise, par Francis Cotes (1767).

Les négociations initiales portent sur la princesse Louisa Anne, fille aînée encore célibataire, du défunt prince de Galles. Cependant, après que le représentant danois à Londres, le comte von Bothmer, est informé de la santé fragile de la princesse, l'attention se porte sur sa jeune sœur, Caroline-Mathilde. De fait, à seulement 13 ans, la princesse est promise à son insu au prince héritier Christian, alors âgé de 15 ans. Les fiançailles officielles sont annoncées le 10 janvier 1765,.
Le 14 janvier 1766, alors que les préparatifs du mariage sont en cours, le roi Frédéric V meurt subitement, laissant le trône à son fils de 17 ans, Christian VII. Ce décès précipite les événements et place le jeune souverain face à ses responsabilités royales. Le 1er octobre 1766, le mariage par procuration entre Caroline-Mathilde et Christian VII est célébré dans la chapelle royale du Palais de St James (ou selon d’autres sources, à Carlton House). Le frère de la mariée, le prince Édouard-Auguste, duc d'York et d'Albany, représente le nouveau roi lors de cette cérémonie.

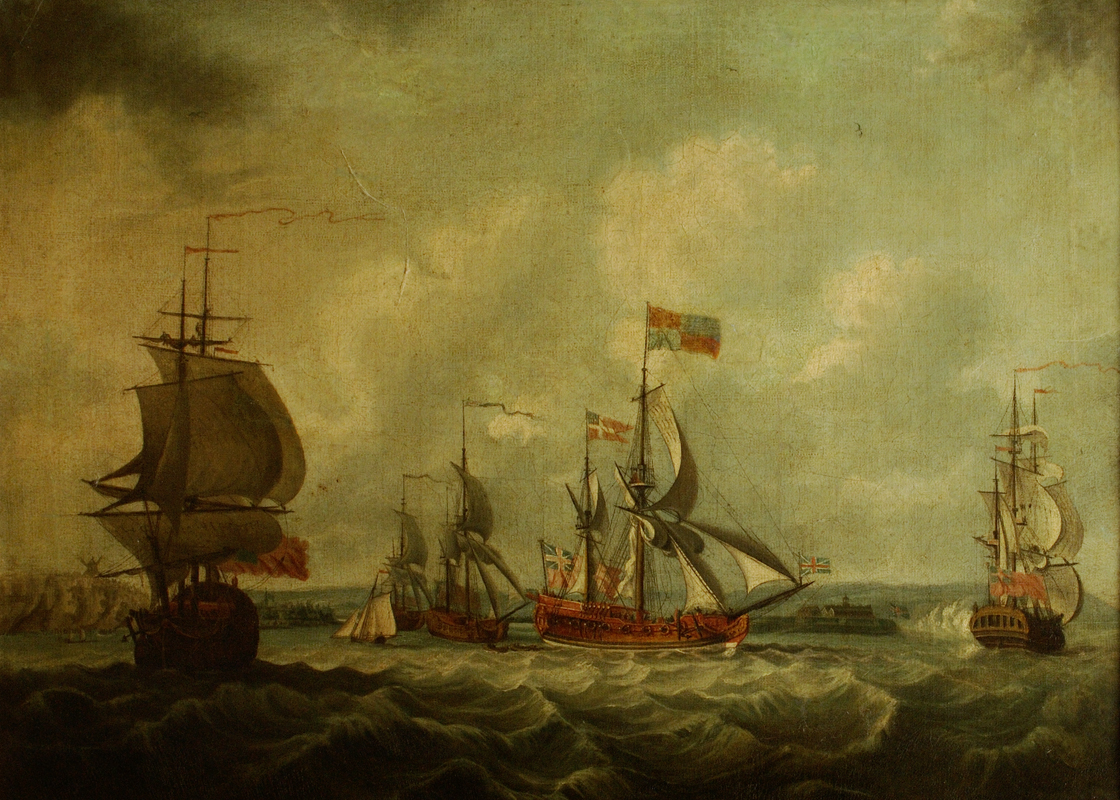
Caroline-Mathilde quitte Harwich pour Rotterdam à bord du yacht Mary le 3 octobre 1766, peint par Robert Wilkins, vers 1766-1767.

Deux jours plus tard, âgée maintenant de 15 ans, Caroline-Mathilde quitte Harwich pour Rotterdam, laissant derrière elle sa famille et sa patrie pour rejoindre son futur époux au Danemark. Après un voyage de trois semaines, elle traverse l'Elbe et arrive à Altona, alors située dans le duché danois de Holstein. Conformément aux traditions royales européennes de l'époque, son entourage britannique est alors remplacé par une suite danoise désignée par la cour royale. Après douze jours supplémentaires de voyage, Caroline-Mathilde atteint Roskilde, où elle rencontre pour la première fois son futur mari. Cette rencontre est toutefois marquée par une certaine réserve, le jeune roi étant déjà en proie à des signes de fragilité mentale. 
Le 8 novembre 1766, Caroline-Mathilde effectue son entrée officielle dans la capitale danoise, Copenhague, sous les acclamations de la population. Le soir même, une deuxième cérémonie de mariage, cette fois en présence du marié, est célébrée dans la chapelle royale du Palais de Christiansborg, la principale résidence royale située sur l'île de Slotsholmen, au cœur de la ville. La célébration du mariage est considérée comme l’une des plus fastueuses et somptueuses de la monarchie danoise. Les festivités se poursuivent pendant plus d'un mois, rythmées par des bals, des banquets et des célébrations publiques. Pendant ce temps, le roi George III de Grande-Bretagne, frère aîné de la jeune reine, suit ce mariage avec une certaine appréhension. Bien qu'il perçoive déjà la fragilité mentale de Christian VII, il ne mesure pas pleinement l'ampleur de ses troubles mentaux. 

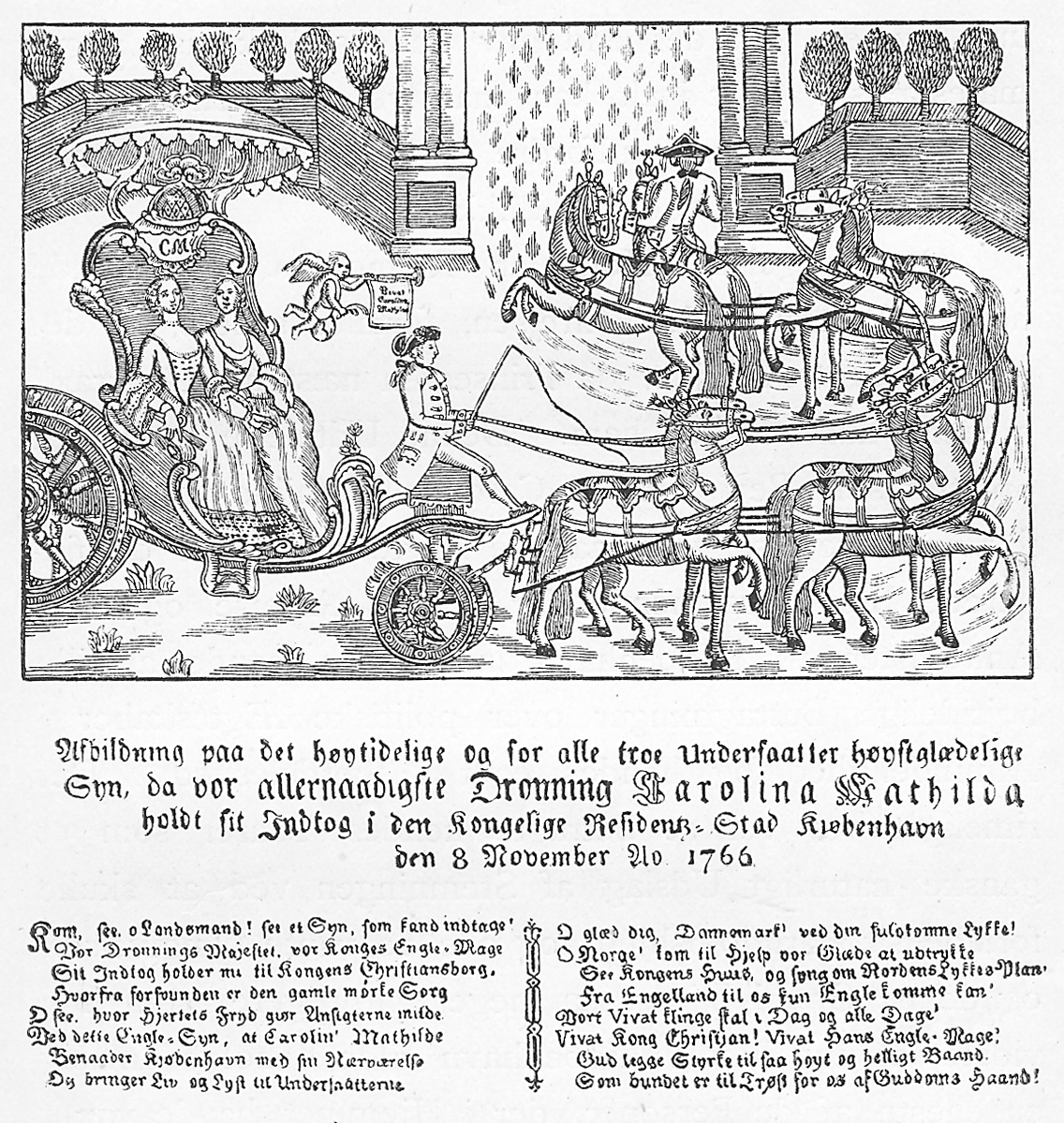
Interprétation populaire de l'entrée de Caroline-Mathilde à Copenhague le 8 novembre 1766.

### Reine consort du Danemark et de Norvège
Le 1er mai 1767, Christian VII et Caroline-Mathilde sont couronnés roi et reine du Danemark et de Norvège dans la chapelle royale du Palais de Christiansborg. Ce couronnement marque officiellement le début de leur règne conjoint. 
Très vite, Caroline-Mathilde est décrite comme une reine vive, intelligente et dotée d’un charme certain, bien que souvent jugée capricieuse. Si elle ne correspond pas strictement aux canons de beauté de son époque, elle est néanmoins considérée comme attirante, un contemporain rapportant que « son apparence lui permettait d'éviter les critiques des femmes, tout en captivant l'œil masculin ». Accueillie avec enthousiasme lors de son arrivée à Copenhague, son caractère spontané, son naturel nonchalant et son intérêt pour les idées philosophiques des Lumières entrent rapidement en conflit avec le protocole rigide et l'austérité de la cour danoise. 

De son côté, Christian VII, instable et en proie à divers troubles mentaux, adopte une attitude distante et désintéressée envers son épouse, montrant peu d'empressement à consommer le mariage. Cette froideur pourrait s'expliquer par le caractère contraint de cette union, arrangée par la cour dans l'espoir qu'un mariage stable contribuerait à apaiser ses troubles psychiques. Par ailleurs, certains membres de la cour soupçonnent le roi de préférer la compagnie des hommes à celle des femmes, alimentant des rumeurs persistantes sur son orientation sexuelle. Toutefois, ces spéculations n'empêchent pas Christian VII d'entretenir des relations avec des femmes. Dès l'été 1766, il entame une liaison avec une maîtresse à Holstein et fréquente assidûment des courtisanes à Copenhague, dont la plus célèbre reste Anna Katrina Bentgagen, surnommée Støvlet-Cathrine en raison de ses bottes caractéristiques.

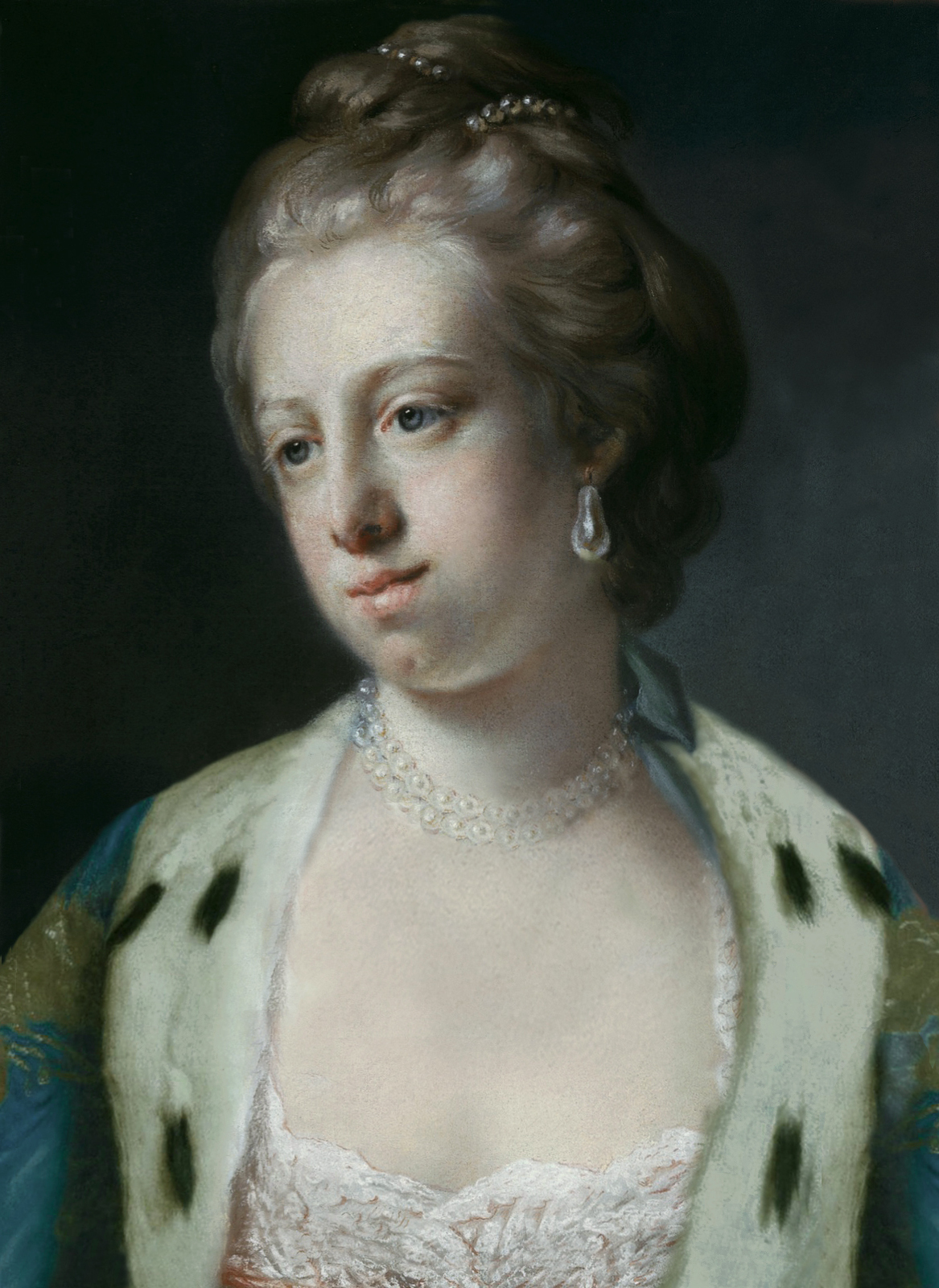
La Reine Caroline Mathilde, Pastel de Francis Cotes, 1766.

Caroline-Mathilde entretient une relation étroite avec sa première dame de compagnie (Overhofmesterinde), Louise von Plessen, qui considère les favoris du roi, tels que Conrad Holck et Enevold Brandt, comme immoraux et cherche activement à isoler la reine de son époux. Cette tâche est d'autant plus aisée que Christian VII manifeste peu d'intérêt pour son épouse et se montre réticent à établir une intimité conjugale. Sur les conseils de Louise von Plessen, Caroline-Mathilde prétend fréquemment être indisposée lorsque le roi exprime son désir d'intimité physique, dans l'espoir que cette distance attise son intérêt. Cependant, cette stratégie produit l'effet inverse, rendant Christian VII encore plus distant. Finalement, sous l'influence de son ancien précepteur Élie Salomon François Reverdil, le roi accepte de consommer le mariage afin d'assurer la succession. Ainsi, le 28 janvier 1768, la reine donne naissance au prince héritier Frédéric, futur Frédéric VI. Après cet événement, le roi délaisse complètement Caroline-Mathilde, préférant fréquenter les maisons closes de Copenhague en compagnie de la célèbre courtisane Støvlet-Cathrine.
Bien que peu intéressée par les affaires politiques, Caroline-Mathilde voit son influence à la cour s’accroître après la naissance de son fils, ce qui la conduit progressivement à occuper une position clé. Cependant, son aversion pour les favoris de son mari s’accentue lorsque Conrad Holck parvient, en 1768, à obtenir l’exil de Louise von Plessen, privant ainsi la reine de sa principale confidente et accentuant son isolement. Par la suite, elle refuse d'accepter la remplaçante désignée, Anne Sofie von Berckentin, qu'elle soupçonne d'avoir participé à l'éviction de Plessen. Le poste reste donc vacant jusqu'à ce que Margrethe von der Lühe accepte finalement de l'occuper à la fin de l'année 1768.
En mai 1768, Christian VII entreprend une longue tournée européenne, visitant notamment Altona, Paris et Londres. Pendant cette période, Caroline-Mathilde demeure à Copenhague, où elle se consacre pleinement à l’éducation de son fils. Elle attire toutefois l'attention par son comportement jugé inhabituel : elle se promène régulièrement dans les rues de la capitale à pied, une pratique considérée comme scandaleuse pour une reine dans une société où les femmes nobles se déplacent exclusivement en carrosse. Passant l’été au château de Frederiksborg avec son fils avant de retourner à Copenhague à l'automne, la cour colporte une affaire entre la reine et un certain La Tour, acteur et chanteur français du Hofteatret. L’acteur est connu pour être l'amant de l'une des dames de compagnie de la reine, Elisabet von Eyben, mais il est de notoriété publique qu’il reçoit également des présents coûteux d'une mystérieuse « main supérieure ». Certains insinuent que ses fréquentes visites dans la chambre de von Eyben sont en réalité destinées à la reine elle-même. Bien que ces allégations ne soient jamais confirmées, La Tour est banni peu après le retour du roi, probablement en raison de l'impact néfaste des rumeurs sur la réputation de la couronne.
Caroline-Mathilde arrive progressivement à s'entourer de nouvelles amies parmi les dames de la cour, notamment Christine Sophie von Gähler, Anna Sofie Bülow, Amalie Sofie Holstein ou encore Elisabet von Eyben, toutes connues pour leur esprit libre et leurs aventures amoureuses. Selon la chroniqueuse Luise Gramm, ces dernières encouragent la reine à s'impliquer davantage dans la vie mondaine, à participer aux danses et aux divertissements de la cour, et à adopter une attitude plus légère et insouciante.

### Aventure extra-conjugale

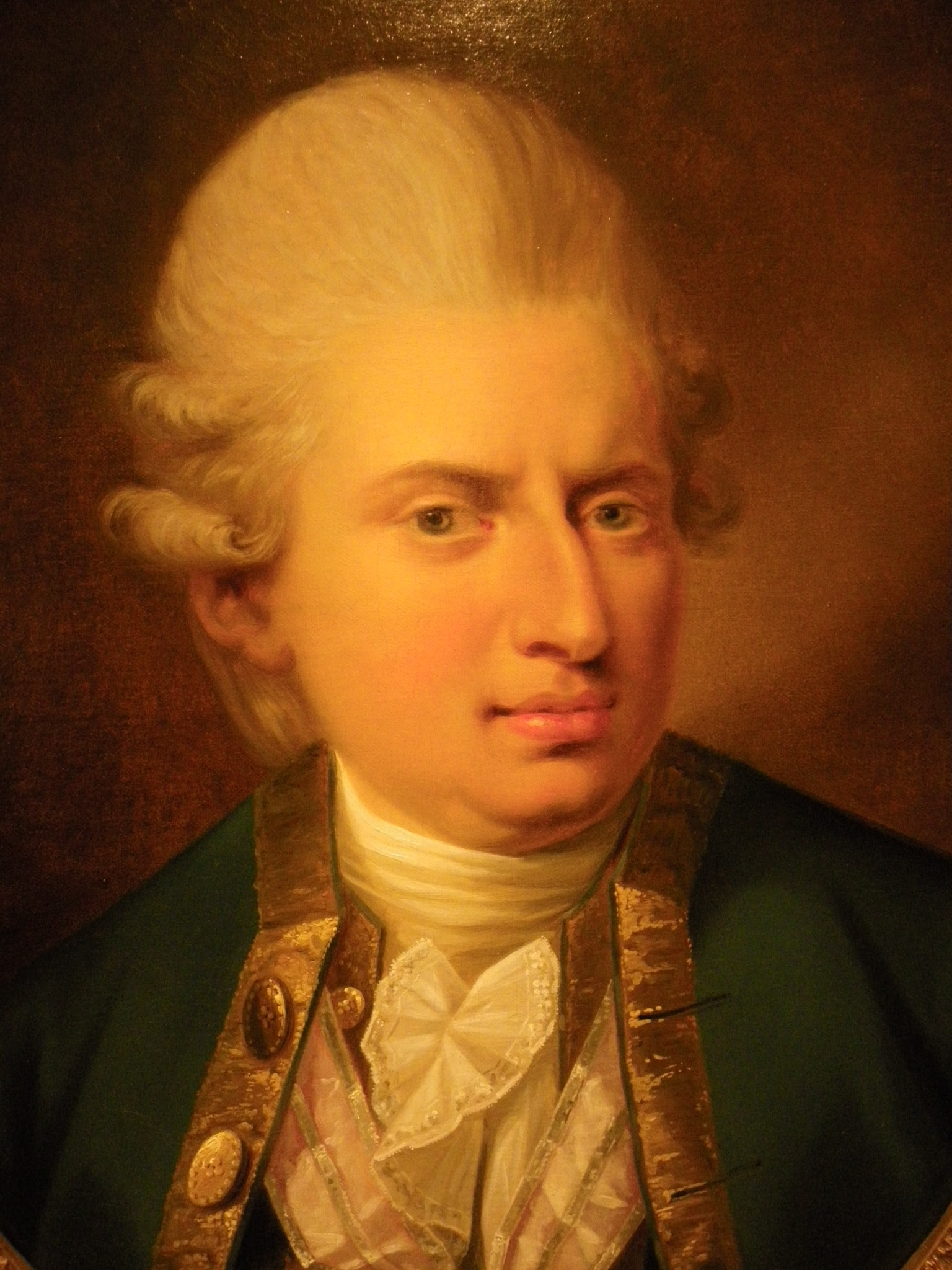
Johann Friedrich Struensee (1737-1772) par Jens Juel.

Le roi rentre à Copenhague le 12 janvier 1769, en ramenant avec lui Johann Friedrich Struensee en tant que médecin du roi, qui devient plus tard également l'un des ministres de sa cour. Il a rencontré Struensee à Altona au début de ses voyages en Europe. Struensee parvient, semble-t-il, à gérer l'instabilité mentale du roi, ce qui est un grand soulagement pour tous les conseillers de celui-ci, et le roi lui accorde sa confiance.
Struensee encourage le roi à améliorer ses rapports avec Caroline-Mathilde, et Christian VII lui témoigne son attention sous la forme d'une fête de trois jours pour célébrer son anniversaire, le 22 juillet 1769. La reine est parfaitement consciente que c'est à Struensee qu'elle doit ces améliorations, et son intérêt comme son affection pour le séduisant médecin ne fait que croître ; en janvier 1770, on lui attribue sa propre chambre au palais royal, et, au printemps 1770, il devient son amant. Une vaccination couronnée de succès du tout jeune héritier de la couronne accroît encore son influence.
La maladie du roi progressant, le pouvoir de la reine grandit à la cour. Struensee devient conseiller privé du roi le 15 septembre 1770 et dirige de fait le royaume quand le roi perd ses capacités cognitives en mars 1771. En juillet 1771, la reine donne naissance à Louise-Augusta, dont la filiation est sujette à question.

### Exil

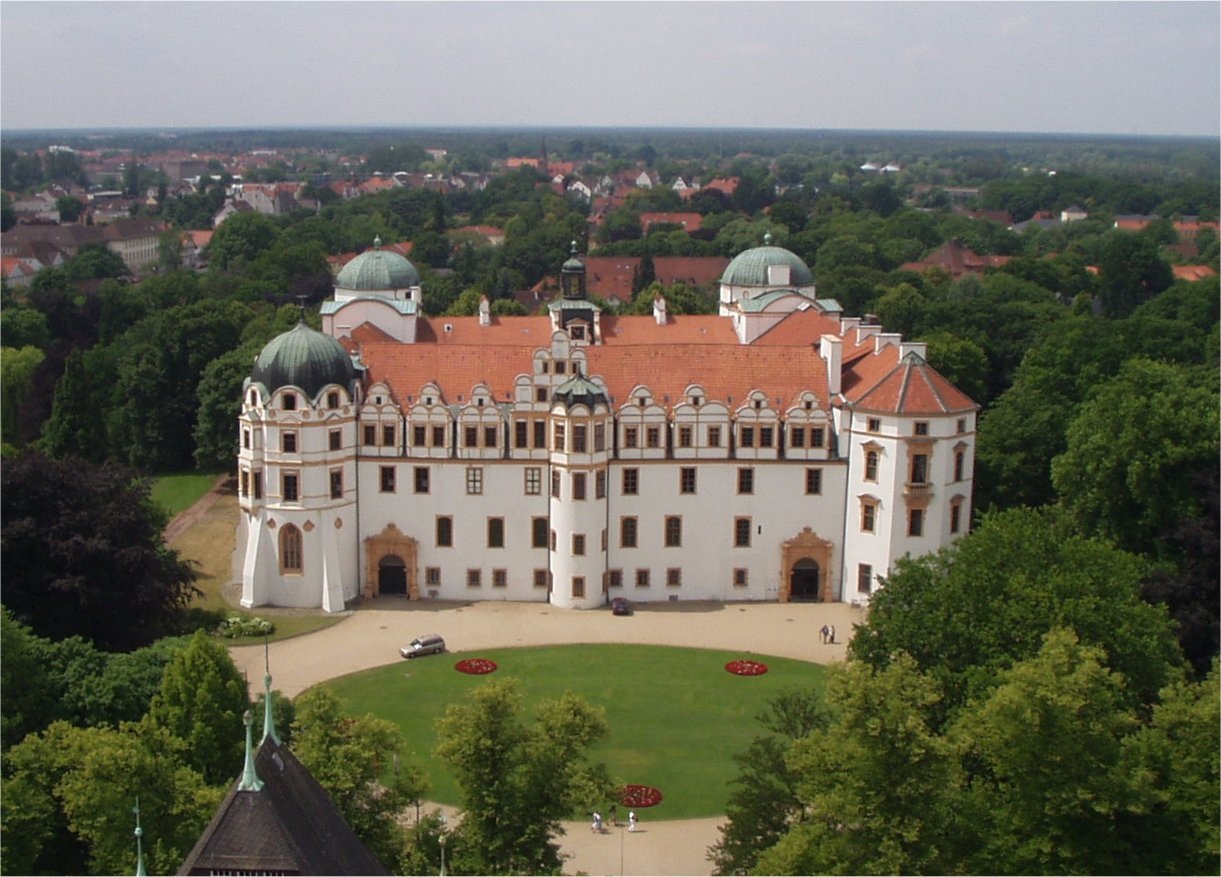
Château de Celle.

L'interrogatoire de Johann Friedrich Struensee débute le 20 février 1772, en reconnaissance du « crime de familiarité » à l'égard de la reine, mais il n'a rien admis d'autre pendant les trois jours suivant l'aveu. Plus tard, Struensee tente à maintes reprises de transférer la responsabilité de l'adultère sur Caroline-Mathilde. Le principal associé politique et ami de Struensee, Enevold Brandt, interrogé en même temps, aurait admis sa connaissance des crimes perpétrés par le favori. À la suite de ces révélations, un comité de quatre nobles est envoyé à Kronborg pour interroger la reine. Lors de leur première visite, et probablement après l'avis de Robert Murray Keith (diplomate britannique), Caroline-Mathilde refuse de s'entretenir avec eux, répondant que « elle ne reconnaît aucun tribunal autre que la cour du roi ». Dans les dernières visites du comité, la reine nie toutes relations adultérines avec Struensee dans l'unique espoir de le sauver. Le 9 mars 1772, une confession signée par Struensee est présentée à Caroline-Mathilde. Dans un dernier élan d'espoir, elle signe également une confession reconnaissant sa culpabilité et portant la faute sur elle-même, espérant ainsi atténuer le sort de son amant, bien qu'elle ait été pressée ou manipulée très probablement pour admettre l'affaire par l'interrogateur du comité.
Le 24 mars 1772, un acte d'accusation contre la reine est présenté au tribunal, composé de trente-cinq membres de la noblesse. Le 2 avril, elle reçoit un avocat qui déclare que la reine est innocente et que ses confessions ont été signées sous pression uniquement pour protéger Struensee. Le jugement est rendu le 6 avril. Deux jours plus tard, la reine est informée des décisions prises : son mariage avec Christian VII est dissous, bien que les motifs dynastique ou moral ne soient pas utilisés, additionnant l'interdiction de prononcer le nom de la reine durant les services religieux. Struensee et Brandt sont condamnés à mort et exécutés le 28 avril 1772. Comme le rappelle plus tard Caroline-Mathilde, elle a intuitivement connu la mort de son amant.
En Grande-Bretagne, les nouvelles de l'arrestation de Caroline-Mathilde sont reçues avec beaucoup d'effervescence. Après le divorce, et sur les ordres de son frère le roi George III, Robert Murray Keith commence les négociations de sa libération, sans succès. À la même époque, George III fournit des preuves concluantes contre sa sœur, et il est signalé que le monarque britannique a été informé que sa sœur ne pouvait pas rester à la cour danoise. Après la mort de Caroline-Mathilde, il est découvert que les Danois proposaient d'envoyer Struensee et ses alliés en exil à Aalborg dans le nord du Jutland, mais le gouvernement britannique a fermement refusé de consentir à cette idée et a même menacé de rompre les relations diplomatiques avec le Danemark et d'entamer une intervention militaire. Un escadron britannique est arrivé sur les rives de Copenhague, mais quelques heures avant son arrivée, George III reçoit la nouvelle que le gouvernement danois garantissait la liberté de la reine. Keith a également pu obtenir le retour de sa dot, une pension et le droit de Caroline-Mathilde de conserver son titre royal.
En mai 1772, les gouvernements britannique et danois avaient pu constater où habitait Caroline-Mathilde. À la suggestion de George III, la nouvelle résidence de sa « sœur criminelle » devait être le château de Celle, situé en Hanovre. Le 3 mai 1772, la reine, accompagnée de Keith et d'une délégation de nobles danois, partit de Helsingør dans deux frégates. Quant à ses deux enfants, le prince héritier Frédéric et Louise Augusta, elle dut les abandonner à Copenhague et ne les a jamais revus. Le 5 juin, elle arriva dans le district de Stade (où la délégation danoise l'a finalement quittée) et où elle fut accueillie par une cérémonie élaborée, suivie le lendemain d'une réception en son honneur. De Stade, l'ancienne reine est allée à Göhrde, et est restée là pendant quelques mois dans cet état électoral réputé pour la chasse, puis s'est enfin rendue à Celle. Le 20 octobre, Caroline-Mathilde fit une entrée solennelle dans la ville, où une cour fut organisée pour elle. Par la suite, elle a rarement quitté Celle, avec seulement quelques visites à Hanovre.

### Vie au château de Celle

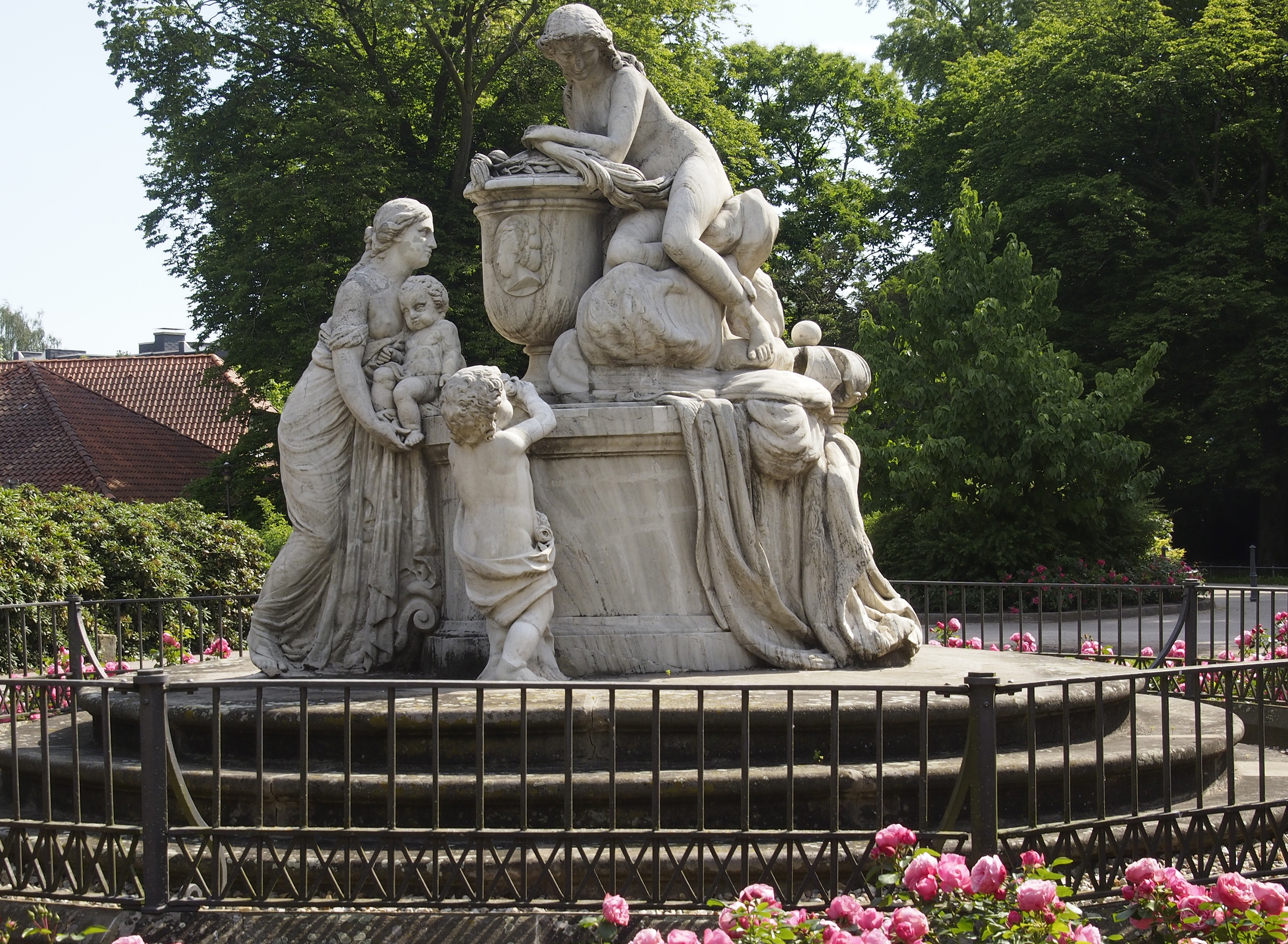
Monument en l'honneur de Caroline-Mathilde de Danemark, à Celle en Allemagne.

À Celle, Caroline-Mathilde eut une vie paisible. Elle s'y est finalement retrouvée avec son ancienne maîtresse des robes et amie la comtesse Louise von Plessen. La reine était souvent visitée par de nombreux parents et amis, parmi lesquels sa sœur Augusta-Charlotte, duchesse de Brunswick-Wolfenbüttel, considérée par de nombreux contemporains comme une façon de la surveiller. Le divertissement principal de Caroline-Mathilde à Celle était un petit théâtre, construit spécialement pour elle dans le château, ainsi qu'une bibliothèque constituée de nombreux ouvrages allemands et anglais. De plus, elle était connue pour sa grande âme charitable envers les enfants et les orphelins pauvres. Robert Murray Keith, qui a visité Caroline Mathilde en novembre 1772, a ensuite signalé à Lord Suffolk, qu'il avait trouvé la reine dans une ambiance satisfaite et qu'elle ne voulait pas avoir de relations avec la cour danoise, sauf celles qui affectent directement le bien-être de ses enfants.
Bien qu'elle ne soit plus la reine, Caroline-Mathilde a toujours joué un rôle important dans la politique danoise, puisqu'elle était la mère du futur roi. En septembre 1774, elle a été visitée par le voyageur et aventurier Nathaniel Wraxall. Au cours de cette visite, il a recueilli beaucoup d'informations sur la vie de Caroline-Mathilde au Danemark, ce qui a permis ensuite de constituer la base de ses mémoires. Il fut reconnu en tant qu'agent secret d'un groupe de nobles danois réitérés. Certains ont été exilés à Hambourg pour leur soutien à l'ancienne reine (notamment le baron Frederik Ludvig Ernst Bülow (époux d'Anna Sofie Bülow) et le comte Ernst von Schimmelmann (fils de Caroline von Schimmelmann) et l'autre est resté à Copenhague. Désireux de changer le pays par le retour de Caroline-Mathilde en tant que régente et gardien du prince héritier,. Caroline-Mathilde était prête à agir, mais seulement avec le consentement de son frère George III, craignant pour la vie de ses enfants. George III était prêt à soutenir sa sœur et le complot, mais à la condition que les conspirateurs devaient d'abord gagner le pouvoir au Danemark. Wraxall a rendu visite à l'ancienne reine à Celle pour discuter avec elle des détails du complot. Il jouait le rôle de messager entre George III et sa sœur.
Avec lui, Caroline-Mathilde a envoyé une lettre à son frère, dans laquelle elle apporta son approbation à la conspiration qu'elle nomma « ce plan pour le bonheur de mon fils ». Mais au cours du mois de mai 1775, en attendant une audience avec le roi à Londres, Wraxall apprit la mort de Caroline-Mathilde.
Caroline-Mathilde est morte subitement de la scarlatine le 10 mai 1775,,,,. Sur son lit de mort, elle a écrit une lettre à son frère dans laquelle elle clame son innocence. Elle est enterrée dans la crypte de la Stadtkirche St. Marien près de son arrière-grand-mère paternelle Sophie-Dorothée de Brunswick-Lunebourg, également divorcée et exilée à Celle.

## Titres et honneurs

### Titulature
- 22 juillet 1751 — 8 novembre 1766 : Son Altesse royale la princesse Caroline-Mathilde de Grande-Bretagne
- 8 novembre 1766 — 10 mai 1775 : Sa Majesté la Reine de Danemark et de Norvège

### Armes et monogramme

Armoiries de la maison de Hanovre.
Monogramme de la reine Caroline-Mathilde.
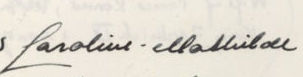
Signature de la reine consort Caroline-Mathilde de Danemark (1766-1772).
Armoiries de la reine consort Caroline-Mathilde de Danemark et de Norvège (1766-1772).

## Généalogie

### Descendance
Caroline-Mathilde a deux enfants, tous deux reconnus officiellement comme les enfants de Christian VII :  
- Frédéric VI (1768-1839), roi de Danemark (1808-1839) et Norvège (1808–1814) ; épouse en 1790 sa cousine Marie-Sophie de Hesse-Cassel (1767–1852) ;
- Louise-Augusta de Danemark (1771–1843) ; épouse en 1786 Frédéric-Christian II de Schleswig-Holstein-Sonderbourg-Augustenbourg, duc de Schleswig-Holstein-Sonderbourg-Augustenbourg (1765–1814).

### Ascendance
|  |                                              |  |  |  |  |  |  |  |  |  |  |  |  |  |  |  |
|  | 16. Ernest-Auguste de Hanovre                |  |  |  |  |  |  |  |  |  |  |  |  |  |  |  |
|  |                                              |  |  |  |  |  |  |  |  |  |  |  |  |  |  |  |
|  |                                              |  |  |  |  |  |  |  |  |  |  |  |  |  |  |  |
|  | 8. George Ier                                |  |  |  |  |  |  |  |  |  |  |  |  |  |  |  |
|  |                                              |  |  |  |  |  |  |  |  |  |  |  |  |  |  |  |
|  |                                              |  |  |  |  |  |  |  |  |  |  |  |  |  |  |  |
|  | 17. Sophie de Hanovre                        |  |  |  |  |  |  |  |  |  |  |  |  |  |  |  |
|  |                                              |  |  |  |  |  |  |  |  |  |  |  |  |  |  |  |
|  |                                              |  |  |  |  |  |  |  |  |  |  |  |  |  |  |  |
|  | 4. Georges II                                |  |  |  |  |  |  |  |  |  |  |  |  |  |  |  |
|  |                                              |  |  |  |  |  |  |  |  |  |  |  |  |  |  |  |
|  |                                              |  |  |  |  |  |  |  |  |  |  |  |  |  |  |  |
|  | 18. Georges-Guillaume de Brunswick-Lunebourg |  |  |  |  |  |  |  |  |  |  |  |  |  |  |  |
|  |                                              |  |  |  |  |  |  |  |  |  |  |  |  |  |  |  |
|  |                                              |  |  |  |  |  |  |  |  |  |  |  |  |  |  |  |
|  | 9. Sophie-Dorothée de Brunswick-Lunebourg    |  |  |  |  |  |  |  |  |  |  |  |  |  |  |  |
|  |                                              |  |  |  |  |  |  |  |  |  |  |  |  |  |  |  |
|  |                                              |  |  |  |  |  |  |  |  |  |  |  |  |  |  |  |
|  | 19. Éléonore Desmier d'Olbreuse              |  |  |  |  |  |  |  |  |  |  |  |  |  |  |  |
|  |                                              |  |  |  |  |  |  |  |  |  |  |  |  |  |  |  |
|  |                                              |  |  |  |  |  |  |  |  |  |  |  |  |  |  |  |
|  | 2. Frédéric de Galles                        |  |  |  |  |  |  |  |  |  |  |  |  |  |  |  |
|  |                                              |  |  |  |  |  |  |  |  |  |  |  |  |  |  |  |
|  |                                              |  |  |  |  |  |  |  |  |  |  |  |  |  |  |  |
|  | 20. Albert II de Brandebourg-Ansbach         |  |  |  |  |  |  |  |  |  |  |  |  |  |  |  |
|  |                                              |  |  |  |  |  |  |  |  |  |  |  |  |  |  |  |
|  |                                              |  |  |  |  |  |  |  |  |  |  |  |  |  |  |  |
|  | 10. Jean-Frédéric de Brandebourg-Ansbach     |  |  |  |  |  |  |  |  |  |  |  |  |  |  |  |
|  |                                              |  |  |  |  |  |  |  |  |  |  |  |  |  |  |  |
|  |                                              |  |  |  |  |  |  |  |  |  |  |  |  |  |  |  |
|  | 21. Sophie-Marguerite d'Oettingen-Oettingen  |  |  |  |  |  |  |  |  |  |  |  |  |  |  |  |
|  |                                              |  |  |  |  |  |  |  |  |  |  |  |  |  |  |  |
|  |                                              |  |  |  |  |  |  |  |  |  |  |  |  |  |  |  |
|  | 5. Caroline d'Ansbach                        |  |  |  |  |  |  |  |  |  |  |  |  |  |  |  |
|  |                                              |  |  |  |  |  |  |  |  |  |  |  |  |  |  |  |
|  |                                              |  |  |  |  |  |  |  |  |  |  |  |  |  |  |  |
|  | 22. Jean-Georges Ier de Saxe-Eisenach        |  |  |  |  |  |  |  |  |  |  |  |  |  |  |  |
|  |                                              |  |  |  |  |  |  |  |  |  |  |  |  |  |  |  |
|  |                                              |  |  |  |  |  |  |  |  |  |  |  |  |  |  |  |
|  | 11. Éléonore-Erdmuthe de Saxe-Eisenach       |  |  |  |  |  |  |  |  |  |  |  |  |  |  |  |
|  |                                              |  |  |  |  |  |  |  |  |  |  |  |  |  |  |  |
|  |                                              |  |  |  |  |  |  |  |  |  |  |  |  |  |  |  |
|  | 23. Jeannette de Sayn-Wiggenstein            |  |  |  |  |  |  |  |  |  |  |  |  |  |  |  |
|  |                                              |  |  |  |  |  |  |  |  |  |  |  |  |  |  |  |
|  |                                              |  |  |  |  |  |  |  |  |  |  |  |  |  |  |  |
|  | 1. Caroline-Mathilde de Grande-Bretagne      |  |  |  |  |  |  |  |  |  |  |  |  |  |  |  |
|  |                                              |  |  |  |  |  |  |  |  |  |  |  |  |  |  |  |
|  |                                              |  |  |  |  |  |  |  |  |  |  |  |  |  |  |  |
|  | 24. Ernest Ier de Saxe-Gotha                 |  |  |  |  |  |  |  |  |  |  |  |  |  |  |  |
|  |                                              |  |  |  |  |  |  |  |  |  |  |  |  |  |  |  |
|  |                                              |  |  |  |  |  |  |  |  |  |  |  |  |  |  |  |
|  | 12. Frédéric Ier de Saxe-Gotha-Altenbourg    |  |  |  |  |  |  |  |  |  |  |  |  |  |  |  |
|  |                                              |  |  |  |  |  |  |  |  |  |  |  |  |  |  |  |
|  |                                              |  |  |  |  |  |  |  |  |  |  |  |  |  |  |  |
|  | 25. Élisabeth-Sophie de Saxe-Altenbourg      |  |  |  |  |  |  |  |  |  |  |  |  |  |  |  |
|  |                                              |  |  |  |  |  |  |  |  |  |  |  |  |  |  |  |
|  |                                              |  |  |  |  |  |  |  |  |  |  |  |  |  |  |  |
|  | 6. Frédéric II de Saxe-Gotha-Altenbourg      |  |  |  |  |  |  |  |  |  |  |  |  |  |  |  |
|  |                                              |  |  |  |  |  |  |  |  |  |  |  |  |  |  |  |
|  |                                              |  |  |  |  |  |  |  |  |  |  |  |  |  |  |  |
|  | 26. Auguste de Saxe-Weissenfels              |  |  |  |  |  |  |  |  |  |  |  |  |  |  |  |
|  |                                              |  |  |  |  |  |  |  |  |  |  |  |  |  |  |  |
|  |                                              |  |  |  |  |  |  |  |  |  |  |  |  |  |  |  |
|  | 13. Madeleine-Sibylle de Saxe-Weissenfels    |  |  |  |  |  |  |  |  |  |  |  |  |  |  |  |
|  |                                              |  |  |  |  |  |  |  |  |  |  |  |  |  |  |  |
|  |                                              |  |  |  |  |  |  |  |  |  |  |  |  |  |  |  |
|  | 27. Anne-Marie de Mecklembourg-Schwerin      |  |  |  |  |  |  |  |  |  |  |  |  |  |  |  |
|  |                                              |  |  |  |  |  |  |  |  |  |  |  |  |  |  |  |
|  |                                              |  |  |  |  |  |  |  |  |  |  |  |  |  |  |  |
|  | 3. Augusta de Saxe-Gotha-Altenbourg          |  |  |  |  |  |  |  |  |  |  |  |  |  |  |  |
|  |                                              |  |  |  |  |  |  |  |  |  |  |  |  |  |  |  |
|  |                                              |  |  |  |  |  |  |  |  |  |  |  |  |  |  |  |
|  | 28. Jean VI d'Anhalt-Zerbst                  |  |  |  |  |  |  |  |  |  |  |  |  |  |  |  |
|  |                                              |  |  |  |  |  |  |  |  |  |  |  |  |  |  |  |
|  |                                              |  |  |  |  |  |  |  |  |  |  |  |  |  |  |  |
|  | 14. Charles-Guillaume d'Anhalt-Zerbst        |  |  |  |  |  |  |  |  |  |  |  |  |  |  |  |
|  |                                              |  |  |  |  |  |  |  |  |  |  |  |  |  |  |  |
|  |                                              |  |  |  |  |  |  |  |  |  |  |  |  |  |  |  |
|  | 29. Sophie-Augusta de Holstein-Gottorp       |  |  |  |  |  |  |  |  |  |  |  |  |  |  |  |
|  |                                              |  |  |  |  |  |  |  |  |  |  |  |  |  |  |  |
|  |                                              |  |  |  |  |  |  |  |  |  |  |  |  |  |  |  |
|  | 7. Madeleine-Augusta d'Anhalt-Zerbst         |  |  |  |  |  |  |  |  |  |  |  |  |  |  |  |
|  |                                              |  |  |  |  |  |  |  |  |  |  |  |  |  |  |  |
|  |                                              |  |  |  |  |  |  |  |  |  |  |  |  |  |  |  |
|  | 30. Auguste de Saxe-Weissenfels              |  |  |  |  |  |  |  |  |  |  |  |  |  |  |  |
|  |                                              |  |  |  |  |  |  |  |  |  |  |  |  |  |  |  |
|  |                                              |  |  |  |  |  |  |  |  |  |  |  |  |  |  |  |
|  | 15. Sophie de Saxe-Weissenfels               |  |  |  |  |  |  |  |  |  |  |  |  |  |  |  |
|  |                                              |  |  |  |  |  |  |  |  |  |  |  |  |  |  |  |
|  |                                              |  |  |  |  |  |  |  |  |  |  |  |  |  |  |  |
|  | 31. Anne-Marie de Mecklembourg-Schwerin      |  |  |  |  |  |  |  |  |  |  |  |  |  |  |  |
|  |                                              |  |  |  |  |  |  |  |  |  |  |  |  |  |  |  |
|  |                                              |  |  |  |  |  |  |  |  |  |  |  |  |  |  |  |

## Dans l'art et la culture

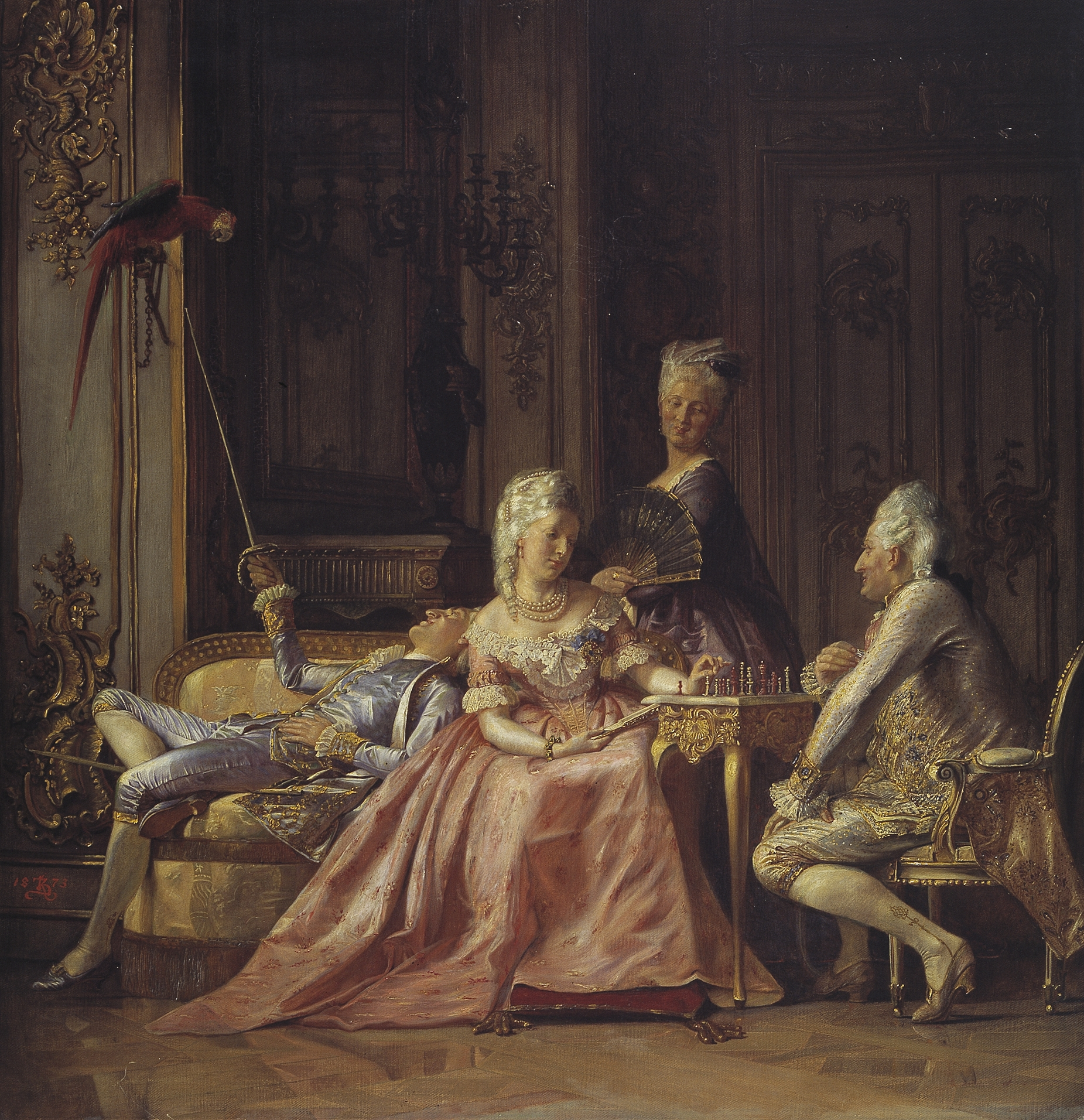
Kristian Zahrtmann (1873): Scene de la cour de Christian VII. La reine et Struensee jouent aux échecs tandis que le roi joue avec son perroquet (collection Hirschsprung).

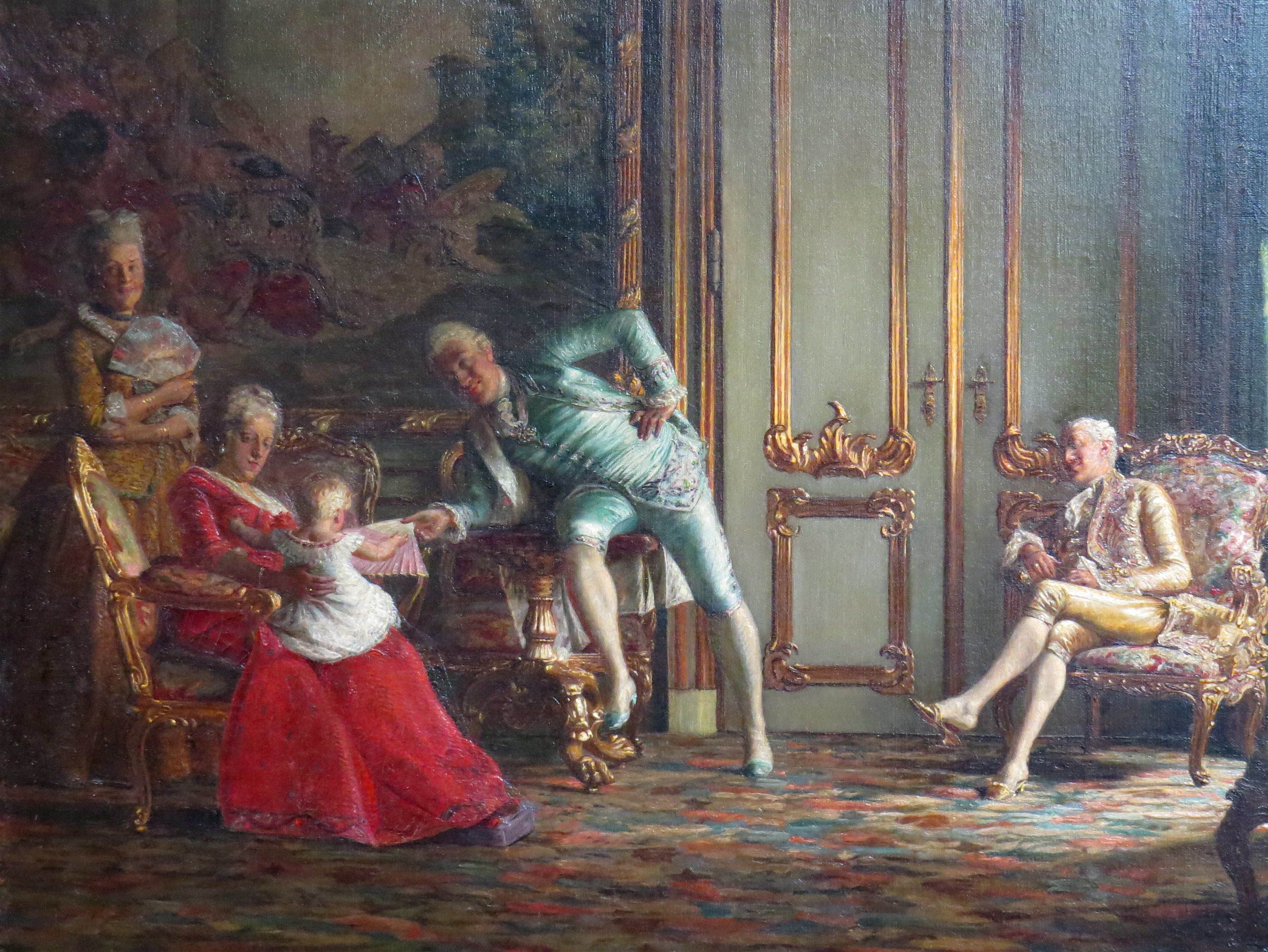
Kristian Zahrtmann (1881): Interieur de la cour de Christian VII (collection Hirschsprung).

L'histoire de la reine Caroline-Mathilde, sa liaison avec Johann Friedrich Struensee, et leur relation complexe avec Christian VII, ainsi que le conflit entre Struensee et les dirigeants danois a inspiré de nombreuses reproductions artistiques:

### Littérature
- 1935 : (de) Else von Hollander-Lossow, Die Gefangene von Celle [« La prisonnière de Celle »], E. A. Seemann, 1935
- 2000 : Per Olov Enquist (trad. du suédois par Marc de Gouvenain et Lena Grumbach), Le Médecin personnel du roi [« Livläkarens besök »], Actes Sud, 2000
- 2000 : (da) Bodil Steensen-Leth, Prinsesse af blodet [« Princesse du sang »], Forum, 2000[23]. Le film Royal Affair est basé sur ce roman.
- 2015 :  (it) Dario Fo, C'è un re pazzo in Danimarca [« Il y a un roi fou au Danemark »], Chiarelettere, 2015

### Cinéma
- 1923 : Le favori de la reine (en allemand : Die Liebe einer Königin), film muet allemand réalisé par Ludwig Wolff, dans lequel le reine Caroline-Mathilde est interprété par l'actrice allemande Henny Porten[24].
- 1935 : Le Dictateur (en anglais : The Dictator), film britannique tourné par Victor Saville, dans lequel la reine Caroline-Mathilde est interprétée par l'actrice britannique Madeleine Carroll[25].
- 1957 : Pour l'amour d'une reine (en allemand : Herrscher ohne Krone), film allemand tourné par Harald Braun, dans lequel la reine Caroline-Mathilde est interprétée par l'actrice française Odile Versois[26].
- 2012 :  Royal Affair (en danois : En Kongelig Affære), film danois tourné par Nikolaj Arcel, dans lequel la reine Caroline-Mathilde est interprétée par l'actrice suédoise Alicia Vikander[27],[28].